# Hall da Fama da Aviação Nacional
O Hall da Fama da Aviação Nacional (National Aviation Hall of Fame), foi fundado em 5 de Outubro de 1962, em Dayton, no Ohio, por W. Jacobs, Gregory C. Karas, John A. Lombard, Larry E. O'Neil, e Gerald E. Weller.
O seu objectivo é homenagear os pioneiros da aeronáutica e da astronáutica. Está localizado no Museu Nacional da Força Aérea dos EUA (National Museum of the United States Air Force).

## Lista de homenageados
Em ordem alfabética (último nome)
- Bert Acosta (2014)[1]
- Buzz Aldrin (2000)
- John R. Alison (2005)
- William McPherson Allen (1971)
- William Anders (2004)
- Bud Anderson (2008)
- Charles Alfred Anderson (2012)[2]
- Frank M. Andrews (1986)
- Harry George Armstrong (1998)
- Neil Alden Armstrong (1979)
- Henry Harley Arnold (1967)
- J. Leland Atwood (1984)
- Bernt Balchen (1973)
- Thomas Scott Baldwin (1964)
- Lincoln Beachey (1966)
- Alan LaVern Bean (2010)
- Olive Ann Beech (1981)
- Walter Herschel Beech (1977)
- Alexander Graham Bell (1965)
- Lawrence Dale Bell (1977)
- Giuseppe Mario Bellanca (1993)
- Vincent Hugo Bendix (1991)
- Guion Bluford (2019)
- William Edward Boeing (1966)
- Charles Bolden (2017)[3]
- Richard Bong (1986)
- Frank Borman (1982)
- Albert Boyd (1984)
- Gregory "Pappy" Boyington (2019)
- Walter J. Boyne (2007)
- Mark E. Bradley (1992)
- Patrick Henry Brady (2012)[2]
- George Scratchley Brown (1985)
- Clayton J. Brukner (1997)
- Richard E. Byrd (1968)
- Robert Cardenas (2015)[4]
- Marion E. Carl (2001)
- Eugene Cernan (2000)
- Scott Carpenter (2017)[3]
- Clyde Vernon Cessna (1978)
- Clarence Chamberlin (1976)
- Octave Chanute (1963)
- Claire Lee Chennault (1972)
- Jerrie Cobb (2012)
- Jacqueline Cochran (1971)
- Eileen Collins (2009)
- Michael Collins (1985)
- Bessie Coleman (2006)
- Harry B. Combs (1996)
- Charles Conrad (1980)
- Laurence Craigie (2000)
- Frederick C. Crawford (1993)
- Robert L. Crippen (2016)
- Scott Crossfield (1983)
- Alfred A. Cunningham (1965)
- R. Walter Cunningham (2018)[5]
- Glenn Hammond Curtiss (1964)
- John R. Dailey (2018)[5]
- William H. Dana (2018)[5]
- Herbert A. Dargue (1997)
- Benjamin O. Davis, Jr. (1994)
- George Everett "Bud" Day (2016)
- Alexander P. de Seversky (1970)
- James Harold Doolittle (1967)
- Donald Wills Douglas, Sr. (1969)
- Charles Stark Draper (1981)
- Charles Duke (2019)
- Ira Clarence Eaker (1970)
- Amelia Earhart (1968)
- Carl Benjamin Eielson (1985)
- Theodore G. Ellyson (1964)
- Eugene Burton Ely (1965)
- Joe H. Engle (2001)
- Frank K. Everest (1989)
- Sherman Mills Fairchild (1979)
- Keith Ferris (2012)
- Reuben H. Fleet (1975)
- Ronald R. Fogleman (2018)[5]
- Anthony Herman Gerard Fokker (1980)
- Henry Ford (1984)
- Joseph Jacob Foss (1984)
- Steve Fossett (2007)
- Benjamin Foulois (1963)
- Betty Skelton Frankman (2005)
- William John Frye (1992)
- Fitzhugh Fulton (1999)
- Francis Stanley Gabreski (1978)
- Dominic S. Gentile (1995)
- Hoot Gibson (2012)[2]
- Robert J. Gilliland (2017)[3]
- Robert R. Gilruth (1994)
- John Herschel Glenn (1976)
- George William Goddard (1976)
- Robert Hutchings Goddard (1966)
- Arthur Godfrey (1987)
- Barry Morris Goldwater (1982)
- Warren G. Grimes (2010)
- Virgil I. Grissom (1987)
- Robert Ellsworth Gross (1970)
- Leroy Randle Grumman (1972)
- Harry Frank Guggenheim (1971)
- Robert N. Hartzell (2015)[4]
- Daniel J. Haughton (1987)
- Albert Francis Hegenberger (1976)
- Edward Henry Heinemann (1981)
- David Lee Hill (2006)
- Robert A. Hoover (1988)
- Howard Hughes (1973)
- David Sinton Ingalls (1983)
- Daniel James (1993)
- Elrey Borge Jeppesen (1990)
- Clarence Leonard Johnson (1974)
- Evelyn Bryan Johnson (2007)
- Alvin M. Johnston (1993)
- Thomas V. Jones (1992)
- Herbert D. Kelleher (2008)
- George Churchill Kenney (1971)
- Charles Franklin Kettering (1979)
- James Howard Kindelberger (1972)
- John and Martha King (2019)
- Joe W. Kittinger (1997)
- Alan and Dale Klapmeier (2014)[1]
- A. Roy Knabenshue (1965)
- William J. "Pete" Knight (1988)
- Christopher C. Kraft Jr. (2016)
- Gene Kranz (2015)[4]
- Hershel Clay Lacy (2010)
- Frank P. Lahm (1963)
- Samuel Pierpont Langley (1963)
- William Power Lear (1978)
- Curtis Emerson LeMay (1972)
- Anthony William LeVier (1978)
- Anne Morrow Lindbergh (1979)
- Charles Augustus Lindbergh (1967)
- Edwin Albert Link (1976)
- Allan H. Lockheed (1986)
- Grover Loening (1969)
- Nancy Harkness Love (2005)
- James Arthur Lovell (1998)
- Raoul Gervais Lufbery (1998)
- Frank Luke (1975)
- Paul B. MacCready (1991)
- John A. Macready (1968)
- Glenn Luther Martin (1966)
- David McCampbell (1996)
- James McDivitt (2014)[1]
- James Smith McDonnell (1977)
- Charles McGee (2011)
- Thomas McGuire (2000)
- John C. Meyer (1988)
- Russell W. Meyer, Jr. (2009)
- William "Billy" Mitchell (1966)
- Marc A. Mitscher (1988)
- William A. Moffett (2008)
- John J. Montgomery (1964)
- Thomas H. Moorer (1987)
- Sanford Alexander Moss (1976)
- Gerhard Neumann (1986)
- Ruth Rowland Nichols (1992)
- Carl L. Norden (1994)
- John Knudsen Northrop (1974)
- Robin Olds (2001)
- Clyde Edward Pangborn (1995)
- William Allan Patterson (1976)
- Frank Piasecki (2002)
- William Thomas Piper (1980)
- Harold Frederick Pitcairn (1995)
- Paul Howard Poberezny (1999)
- Thomas Paul Poberezny (2016)
- Wiley Hardeman Post (1969)
- Harriet Quimby (2004)
- Albert Cushing Read (1965)
- Robert Campbell Reeve (1965)
- Frederick Brant Rentschler (1982)
- Ben Rich (2005)
- Holden Chester Richardson (1978)
- Edward Vernon Rickenbacker (1965)
- Sally Ride (2007)
- Jack Ridley (2004)
- Cliff Robertson (2006)
- Calbraith Perry Rodgers (1964)
- Will Rogers (1977)
- Robert A. Rushworth (1990)
- Burt Rutan (1995)
- Dick Rutan (2002)
- T. Claude Ryan (1974)
- Walter M. Schirra (1986)
- Bernard Adolf Schriever (1980)
- Thomas Selfridge (1965)
- Alan Shepard (1977)
- Igor Ivan Sikorsky (1968)
- Abe Silverstein (2015)[4]
- Robert Forman Six (1980)
- Donald K. Slayton (1996)
- C. R. Smith (1974)
- Frederick W. Smith (2007)
- Carl Andrew Spaatz (1967)
- Elmer Ambrose Sperry (1973)
- Lawrence Burst Sperry (1981)
- Thomas P. Stafford (1997)
- Robert M. Stanley (1990)
- John Paul Stapp (1985)
- Lloyd Stearman (1989)
- James Stewart (2009)
- Katherine Stinson (2019)
- James Stockdale (2002)
- Charles Edward Taylor (1965)
- Louise Thaden (1999)
- Lowell Thomas (1992)
- Paul W. Tibbets (1996)
- John Henry Towers (1966)
- Juan Terry Trippe (1970)
- Sean D. Tucker (2008)
- Roscoe Turner (1975)
- Nathan Farragut Twining (1976)
- Albert Lee Ueltschi (2001)
- Hoyt S. Vandenberg (1991)
- Wernher von Braun (1982)
- Theodore von Kármán (1983)
- Hans P. von Ohain (1990)
- Chance M. Vought (1989)
- Leigh Wade (1974)
- Patty Wagstaff (2004)
- Henry W. Walden (1964)
- Dwane Wallace (2012)[2]
- Emily Warner (2014)[1]
- Edward White (2009)
- Robert M. White (2006)
- Frank Whittle (2017)[3]
- Noel Wien (2010)
- Sam Barlow Williams (1998)
- Thornton Arnold Wilson (1983)
- Steve Wittman (2014)[1]
- Collett Everman Woolman (1994)
- Orville and Wilbur Wright (1962)
- Charles Elwood Yeager (1973)
- John W. Young (1988)
- Hubert Zemke (2002)